# Peter Pen
Peter Pen (Maribor, 14 giugno 1972) è un allenatore di sci alpino ed ex sciatore alpino sloveno.
Agli inizi della carriera, prima della dissoluzione della Jugoslavia (1991), gareggiò per la nazionale jugoslava.

## Biografia

### Carriera sciistica
Specialista delle prove veloci originario di Maribor, Pen esordì in campo internazionale ai Mondiali juniores di Geilo/Hemsedal 1991. Debutto in Coppa Europa il 12 dicembre 1995 a Valloire in supergigante (82º) e in Coppa del Mondo il 16 dicembre 1996 a Val-d'Isère nella medesima specialità, senza concludere la prova; pochi giorni dopo, il 19 dicembre, conquistò a Haus in discesa libera la prima vittoria, nonché primo podio, in Coppa Europa. Il 12 gennaio 1998 ottenne ad Altenmarkt-Zauchensee in discesa libera la seconda e ultima vittoria, e secondo e ultimo podio, in Coppa Europa; ai successivi ai XVIII Giochi olimpici invernali di Nagano 1998, suo esordio olimpico, si classificò 23º nel supergigante,  8º nella combinata e non concluse la discesa libera.
Ottenne il miglior piazzamento in Coppa del Mondo il 16 dicembre 2000 a Val-d'Isère in discesa libera (6º) e ai successivi Mondiali di Sankt Anton am Arlberg 2001, sua prima presenza iridata, si piazzò 7º nella combinata e non completò discesa libera e supergigante. Prese per l'ultima volta il via a una rassegna olimpica a Salt Lake City 2002, dove fu 23º nella discesa libera e non concluse il supergigante, e a una rassegna iridata a Sankt Moritz 2003, dove si classificò 30º nella discesa libera e 26º nel supergigante. Prese per l'ultima volta il via in Coppa del Mondo il 14 febbraio 2004 a Sankt Anton am Arlberg in discesa libera (35º) e si ritirò al termine di quella stessa stagione 2003-2004; la sua ultima gara fu lo slalom gigante dei Campionati sloveni 2004, disputato il 16 aprile a Krvavec e non completato da Pen.

### Carriera da allenatore
Dopo il ritiro è divenuto allenatore nei quadri della Federazione sciistica della Slovenia.

## Palmarès

### Coppa del Mondo
- Miglior piazzamento in classifica generale: 63º nel 2001

### Coppa Europa
- 2 podi:
  - 2 vittorie

#### Coppa Europa - vittorie
| Data             | Località              | Paese   | Specialità |
| ---------------- | --------------------- | ------- | ---------- |
| 19 dicembre 1996 | Haus                  | Austria | DH         |
| 12 gennaio 1998  | Altenmarkt-Zauchensee | Austria | DH         |

Legenda:

DH = discesa libera

### Campionati sloveni
- 9 medaglie (dati parziali fino alla stagione 1994-1995):
  - 3 ori (supergigante nel 1997; discesa libera, supergigante nel 1998)
  - 3 argenti (discesa libera nel 2000; supergigante nel 2003; discesa libera nel 2004)
  - 3 bronzi (discesa libera nel 1995; discesa libera nel 1996; supergigante nel 2004)